# Micraeschus lutefascialis
Micraeschus lutefascialis là một loài bướm đêm trong họ Noctuidae.